# گلیپنیر (مانگا)
گلیپنیر (ژاپنی: グレイプニル هپبورن: Gureipuniru) یک مجموعه مانگا ژاپنی است که توسط سون تاکدا نوشته و مصورسازی شده‌است. این سری توسط انتشارات کودانشا از اکتبر ۲۰۱۵ تا آوریل ۲۰۲۱ در مجلهٔ سینن مانگا سومین یانگ مگزین به چاپ می‌رسید، سپس به ماهنامهٔ یانگ مگزین انتقال یافت و از مه ۲۰۲۱ الی آوریل ۲۰۲۳ در آنجا منتشر شد. فصل‌های آن تا ژوئیه ۲۰۲۳، به تعداد چهارده جلد تانکوبون جمع‌آوری شدند. یک مجموعه تلویزیونی انیمه سیزده قسمتی نیز برگرفته از نسخه مانگا و به کارگردانی کازوهیرو یوندا توسط استودیوی پاین جم دستمایه اقتباس قرار گرفت، که از آوریل تا ژوئن ۲۰۲۰ در توکیو ام‌ایکس پخش شد.

## داستان
داستان مجموعه دربارهٔ دانش‌آموز دبیرستانی به نام شوئیچی کاگایا است، که دارای رازی غیر عادی می‌باشد. او توانایی تغییر شکل به هیولایی شبیه به یک لباس سگی عظیم‌الجثه شانس‌بیار را دارد که در پشت آن زیپی تعبیه شده و یک لبخند بزرگ کارتونی بر لب دارد. پس از نجات یک دختر غریبه به نام کلر آئوکی در حادثه آتش‌سوزی انبار، آن‌ها برای جستجوی خواهر بزرگتر کلر با یکدیگر متحد می‌شوند، که به نظر می‌رسد مسئول مرگ والدینشان است.